# メハジキ属
メハジキ属（メハジキぞく、学名：Leonurus）は、シソ科オドリコソウ亜科の属の1つ。

## 特徴
一年草、越年草または多年草。茎は直立する。葉は掌状に分裂するか、縁に大きな欠刻があり粗い鋸歯がある。花は茎の上部の葉腋に輪生花序につく。萼は筒状の鐘形で5裂し、萼裂片の長さは同長か下唇が少し長く、先端は刺状にとがって斜めに広がる。花冠は2唇形で、花冠筒部は萼筒より長く、上唇は直立してフード状にになり、下唇は3裂して中央裂片が大きくなる。雄蕊は4個あって、下側の2個が長く、上唇の内側に沿って伸びる。子房は2心皮からなり4全裂し、基部から花柱がでる。果実は乾質の4分果となり、分果は扁3稜形で先端は切形となる。

## 分布
ヨーロッパおよびアジアに分布し、20-25種知られる。日本には2種分布し、1種が帰化している。

## 名前の由来
属名 Leonurus は、ギリシャ語で leon「ライオン」と oura「尾」による合成語で、長い花序の形よる。

## 種

### 日本に分布する種
- メハジキ Leonurus japonicus Houtt.[4] - 一年草または越年草。茎の高さは直立して50-150cmになり、まばらに分枝する。根出葉は卵心形で鈍鋸歯があり、花時には枯れる。茎葉は3深裂から全裂して裂片は線状披針形で、葉の裏面に白色の短毛が密生し、灰白色をおびる。花冠は紅紫色で、長さ10-13mmになる。北海道、本州、四国、九州、琉球諸島に分布し、道ばたや荒れ地などに生育する。国外では、朝鮮半島、台湾、中国大陸、ロシア沿海地方、東南アジア、南アジアに分布する[1]。
- キセワタ Leonurus macranthus Maxim.[5] - 多年草。茎の高さは直立して50-100cmになり、ときに分枝することもある。茎葉は卵形または狭卵形で、縁に粗い鋸歯がある。花冠は紅紫色で、長さ2.5-3cmになり、上唇の外面に白毛が密生し白く見える。北海道、本州、四国、九州に分布し、山地や丘陵地の草原や草地に生育する。国外では、朝鮮半島、中国大陸（東北部・北部）、ロシア沿海地方に分布する[1]。絶滅危惧II類（VU)（2017年、環境省レッドリスト）。

### 日本に帰化する種
- モミジバキセワタ Leonurus cardiaca L.[6] - 本属のタイプ種。多年草。茎の高さは100-150cmになり、茎の中部で分枝する。茎葉の下部のものは長卵形で、先が2-3裂し、縁に鋭い鋸歯があり、長い葉柄がある。上部にいくにしたがって小さくなり、無柄になる。花冠は淡紅紫色で、長さ1cmになる。ヨーロッパ原産で、日本では1975年に小樽市で採集された。北海道、本州（神奈川県）で確認されている。北アメリカにも帰化している[7]。

### その他の種
学名 - 分布地を示す。学名はThe Plant List, Leonurusから、分布地はKew Science, LeonurusおよびFlora of China, Leonurusから。
- Leonurus chaituroides C.Y.Wu & H.W.Li - 中国（安徽省、湖北省、湖南省）
- Leonurus deminutus V.I.Krecz. - シベリア、モンゴル、内モンゴル
- Leonurus glaucescens Bunge - ロシア、ウクライナ、シベリア、カザフスタン、ウズベキスタン、コーカサス、イラン、トルコ、中国（内モンゴル）、モンゴル
- Leonurus incanus V.I.Krecz. & Kuprian. - カザフスタン
- Leonurus kuprijanoviae Krestovsk. - パキスタン
- Leonurus mongolicus V.I.Krecz. & Kuprian. - シベリア、モンゴル
- Leonurus nuristanicus Murata - アフガニスタン
- Leonurus panzerioides Popov - カザフスタン、タジキスタン、ウズベキスタン
- Leonurus persicus Boiss. - コーカサス、トルコ、イラン
- Leonurus pseudomacranthus Kitag. - 中国（安徽省、甘粛省、河北省、河南省、江蘇省、遼寧省、陝西省、山東省、山西省）
- Leonurus pseudopanzerioides Krestovsk. - 中国（新疆ウイグル自治区）、モンゴル
- Leonurus pubescens Benth. - アフガニスタン、ネパール、パキスタン
- Leonurus quinquelobatus Gilib. - コーカサス、イラン、トルコ
- Leonurus royleanus Benth. - 西ヒマラヤ
- Leonurus sibiricus L. - シベリア、中国（河北省、内モンゴル、陝西省、山西省）、モンゴル
- Leonurus tataricus L. - シベリア、モンゴル
- Leonurus tibeticus Krestovsk. - チベット
- Leonurus turkestanicus V.I.Krecz. & Kuprian. - カザフスタン、キルギス、トルクメニスタン、タジキスタン、ウズベキスタン、イラン、中国（新疆ウイグル自治区）、西ヒマラヤ
- Leonurus urticifolius C.Y.Wu & H.W.Li - チベット
- Leonurus villosissimus C.Y.Wu & H.W.Li - 中国（河北省）
- Leonurus wutaishanicus C.Y.Wu & H.W.Li - 中国（山西省）